# Yassine Hathat
Yassine Hathat, né le 30 août 1991 à Mascara, est un athlète algérien, spécialiste des épreuves de demi-fond.

## Palmarès
| Date | Compétition                     | Lieu           | Résultat | Épreuve   | Marque        |
| ---- | ------------------------------- | -------------- | -------- | --------- | ------------- |
| 2013 | Jeux méditerranéens             | Mersin         | 4e       | 800 m     | 1:46:26       |
| 2013 | Jeux méditerranéens             | Mersin         | 4e       | 4 x 400 m | 3:08:27       |
| 2013 | Jeux de la solidarité islamique | Palembang      | 6e       | 800 m     | 1:49:55       |
| 2015 | Championnats du monde           | Pékin          | 20e      | 1500 m    | 3:40:16       |
| 2015 | Jeux africains                  | Brazzaville    | 9e       | 800 m     | 1:50:27       |
| 2016 | Jeux olympiques                 | Rio de Janeiro | 10e      | 800 m     | 1:44:81       |
| 2018 | Jeux méditerranéens             | Tarragone      | 4e       | 800 m     | 1:48:21       |
| 2018 | Championnats d'Afrique          | Asaba          | 14e      | 800 m     | 1:48:59       |
| 2019 | Championnats du monde           | Doha           | 17e      | 800 m     | 1:46:15       |
| 2019 | Jeux mondiaux militaires        | Wuhan          | 3e       | 4 x 400 m | 3 min 6 s 67  |
| 2022 | Jeux méditerranéens             | Oran           | 2e       | 800 m     | 1 min 44 s 79 |

## Records
| Épreuve      | Épreuve   | Marque        | Lieu           | Date             |
| ------------ | --------- | ------------- | -------------- | ---------------- |
| 800 mètres   | Plein air | 1 min 44 s 06 | Strasbourg     | 17 juin 2022     |
| 800 mètres   | Salle     | 1 min 46 s 83 | Alger          | 1er février 2022 |
| 1 000 mètres | Plein air | 2 min 16 s 59 | Székesfehérvár | 2 juillet 2018   |
| 1 500 mètres | Plein air | 3 min 35 s 68 | Oordegem       | 5 juillet 2014   |
| Mile         | Plein air | 3 min 59 s 68 | Ostrava        | 20 juin 2019     |